# Pseudogmothela stauronotus
Pseudogmothela stauronotus är en insektsart som först beskrevs av Boris Petrovich Uvarov 1921.  Pseudogmothela stauronotus ingår i släktet Pseudogmothela och familjen gräshoppor. Inga underarter finns listade i Catalogue of Life.